# Gekkan Comic Garden
Gekkan Comic Garden (jap. 月刊コミックガーデン Gekkan Komikku Gāden) – japoński miesięcznik z mangami shōnen, wydawany nakładem wydawnictwa Mag Garden. Pierwszy numer ukazał się 1 września 2014, zastępując nieistniejący już magazyn Comic Blade.

## Wybrane serie
- Dziewczynka w Krainie Przeklętych (2015–2021)[2]
- Hametsu no ōkoku (od 2019)[3]
- Mars Red (2020–2021)[4]
- Oblubienica czarnoksiężnika (od 2014)[5]
- Peace Maker Kurogane (od 2014)[1]
- Princess Lucia (2014–2015)[6]
- Psycho-Pass: Kanshikan Shinya Kogami (2014–2017)[7]
- Psycho-Pass 2 (2014–2017)[8]
- Donten ni warau gaiden (2014–2017)[1]
- The Rolling Girls (2014)[9]